# Daria Pikulik
Daria Pikulik (Skarżysko-Kamienna, 6 de enero de 1997) es una deportista polaca que compite en ciclismo en las modalidades de pista y ruta.
Participó en tres Juegos Olímpicos de Verano, obteniendo una medalla de plata en París 2024, en la prueba de ómnium, el octavo lugar en Río de Janeiro 2016, en la prueba de persecución por equipos, y el sexto en Tokio 2020, en la carrera de madison.
Ganó una medalla de bronce en el Campeonato Mundial de Ciclismo en Pista de 2020 y seis medallas en el Campeonato Europeo de Ciclismo en Pista entre los años 2016 y 2023.
En carretera obtuvo una medalla de bronce en el Campeonato Europeo de Ciclismo en Ruta de 2024, en la prueba de ruta.

## Medallero internacional
| Juegos Olímpicos   | Juegos Olímpicos        | Juegos Olímpicos  | Juegos Olímpicos        |
| Año                | Lugar                   | Medalla           | Competición             |
| ------------------ | ----------------------- | ----------------- | ----------------------- |
| 2024               | París (Francia)         | Medalla de plata  | Ómnium                  |
| Campeonato Mundial |                         |                   |                         |
| Año                | Lugar                   | Medalla           | Competición             |
| 2020               | Berlín (Alemania)       | Medalla de bronce | Ómnium                  |
| Campeonato Europeo |                         |                   |                         |
| Año                | Lugar                   | Medalla           | Competición             |
| 2016               | Saint-Quentin (Francia) | Medalla de plata  | Persecución por equipos |
| 2017               | Berlín (Alemania)       | Medalla de bronce | Persecución por equipos |
| 2021               | Grenchen (Suiza)        | Medalla de bronce | Scratch                 |
| 2022               | Múnich (Alemania)       | Medalla de bronce | Ómnium                  |
| 2023               | Grenchen (Suiza)        | Medalla de plata  | Ómnium                  |
| 2023               | Grenchen (Suiza)        | Medalla de bronce | Scratch                 |

| Campeonato Europeo | Campeonato Europeo | Campeonato Europeo | Campeonato Europeo |
| Año                | Lugar              | Medalla            | Competición        |
| ------------------ | ------------------ | ------------------ | ------------------ |
| 2024               | Limburgo (Bélgica) | Medalla de bronce  | Ruta               |

## Palmarés
2018
- 3.ª en el Campeonato de Polonia en Ruta

2021
- 2.ª en el Campeonato de Polonia en Ruta

2022
- 3.ª en el Campeonato de Polonia en Ruta
- 2-Districtenpijl

2023
- 1 etapa del Santos Women's Tour
- 1 etapa del Tour de Bretaña
- Konvert Kortrijk Koerse
- 2 etapas del Tour Cycliste Féminin International de l'Ardèche
- Tour de Guangxi

2024
- Ronde de Mouscron
- 2-Districtenpijl
- 3.ª en el Campeonato Europeo en Ruta